# Jan Pohorski
Jan Augustyn Pohorski (ur. 27 sierpnia 1905 w Sanoku, zm. 11 marca 1988) – polski sędzia i działacz polityczny, poseł na Sejm PRL III kadencji (1961–1965).

## Życiorys
Urodził się jako Jan Augustyn Pudełko, według różnych źródeł 27 maja, lipca lub sierpnia 1905 w Sanoku. Był synem Wojciecha Pudełki (1873–1944, do 1914 kancelista Namiestnictwa c. k. powiatu sanockiego), po wybuchu I wojny światowej od 7 listopada 1914 przebywał w Czechowej w Czechach wraz z dziewięcioma bliskimi osobami, w II Rzeczypospolitej urzędnik-sekretarz starostwa powiatu sanockiego i Zofii z domu Steliga (1873–1962). Jego rodzeństwem byli: Maria (1901–1926, po mężu Stramik), Anna (1903–1981, nauczycielka), Józef (1907–1998, harcerz, nauczyciel, polityk), Elżbieta Zofia (1911–2001, nauczycielka), Karol (1913–1996, żołnierz). Na przełomie lat 20./30. rodzina Pudełków zmieniła nazwisko na Pohorscy.
W 1923 zdał egzamin dojrzałości w Państwowym Gimnazjum im. Królowej Zofii w Sanoku (w jego klasie byli m.in. Józef Galanka, Jerzy Gölis, Tadeusz Hroboni). Ukończył prawo na Wydziale Prawa Uniwersytetu Jana Kazimierza. Po odbyciu praktyk sądowych i złożeniu egzaminu podjął pracę w sądownictwie. Będąc aplikantem sądowym uchwałą Rady Miejskiej w Sanoku z około 1930/1931 został uznany przynależnym do gminy Sanok. Pracował jako sędzia Sądu Grodzkiego w Bursztynie (1932, 1933). Następnie był kierownikiem Sądu Grodzkiego w Bukowsku (1934, 1935, 1936, 1937), skąd z dniem 20 lipca 1937 został przeniesiony do Sanoka, gdzie do 1939 pełnił stanowisko kierownika Sądu Grodzkiego. W latach 30. był członkiem sanockiego koła Zrzeszenia Sędziów i Prokuratorów RP w Sanoku. W 1937 został kierownikiem Sądu Grodzkiego w Sanoku. W 1938 był przewodniczącym sekcji imprezowej Komitetu Organizacyjnego ogólnokoleżeńskiego Zjazdu Jubileuszowego Państwowego Gimnazjum w Sanoku.
Został członkiem zarządu powołanego w 1934 komitetu obwodowego w Sanoku Towarzystwa Popierania Budowy Publicznych Szkół Powszechnych.
W 1944 organizował sąd po pięcioletniej przerwie w jego działalności. Został aresztowany przez NKWD. Po zakończeniu II wojny światowej 25 września 1944 z ramienia Koła Demokratycznego został wybrany na delegata do Tymczasowej Powiatowej Rady Narodowej w Sanoku. Podczas pierwszego posiedzenia PRN w Sanoku 2 października 1944 był członkiem tejże. W 1946 wyjechał na Ziemie Odzyskane. Z dniem 28 lutego 1946 został mianowany sędzią Sądu Grodzkiego w Koszalinie. Później pracował w Sądzie Okręgowym w Koszalinie, którego od 1949 był prezesem. W 1957 został wiceprezesem lokalnego Sądu Wojewódzkiego.
Od 1947 działał w Stronnictwie Demokratycznym. Był organizatorem Wojewódzkiego Komitetu SD w Koszalinie, którego był przez wiele lat wiceprzewodniczącym. Był pierwszym przewodniczącym Miejskiego Komitetu SD w Koszalinie. Był członkiem Centralnego Sądu Partyjnego SD, przewodniczącym Wojewódzkiego Sądu Partyjnego SD w Koszalinie, później honorowo pełniąc tę funkcję. Z ramienia SD zasiadał w Miejskiej i Wojewódzkiej Radzie Narodowej w Koszalinie. W wyborach w 1961 został posłem na Sejm III kadencji z okręgu Koszalin. Był członkiem Komisji Gospodarki Morskiej i Żeglugi oraz Wymiaru Sprawiedliwości.
7 września 1929 w Sanoku poślubił Jadwigę Marię Stanisławę Gilewicz (ur. 1903, córka Stanisława Gilewicza). Pod koniec lat 50. zamieszkiwał przy ulicy Hołdu Pruskiego w Koszalinie. Zmarł 11 marca 1988. Został pochowany na cmentarzu komunalnym w Koszalinie.

## Odznaczenia
- Krzyż Komandorski Orderu Odrodzenia Polski[38]
- Krzyż Kawalerski Orderu Odrodzenia Polski[38]
- Srebrny Krzyż Zasługi (1955)[41]
- Medal 10-lecia Polski Ludowej (1955)[42]
- Odznaka „Zasłużonemu Działaczowi Stronnictwa Demokratycznego”[38]